# Kefersteinia vasquezii
Kefersteinia vasquezii är en orkidéart som beskrevs av Dodson. Kefersteinia vasquezii ingår i släktet Kefersteinia och familjen orkidéer. Inga underarter finns listade i Catalogue of Life.